# La Perfecta
 (décembre 2013).
La Perfecta est un groupe antillais fondé en 1970 en Martinique, à La Trinité.
Cet orchestre, dont le nom est inspiré de « La Perfecta » d'Eddie Palmieri, conçoit une musique en majeure partie créolophone, empreinte d'influences latino-américaines (salsa, rumba et merengue), jazzy et calypso, mixées à une base traditionnelle autour de la biguine, de la mazurka et de la kadans.

## Histoire du groupe
La formation, qui évolue progressivement de 1970 à 1977 au gré des départs et arrivées de jeunes musiciens non professionnels, jusqu'à obtenir une couleur quasi linéaire durant cinq années de 1978 à 1982, a forgé un style reconnaissable et identifiable, appuyé par une orchestration particulière. C'est ainsi le seul groupe antillais de l'époque (années 1970) à pratiquer un chœur harmonique et régulier de trois voix masculines, tour à tour lead vocal, en fonction des titres ou des phases musicales. 
Ce groupe a également été initiateur dans maints domaines, comme l'introduction du verlan dans les textes musicaux et du terme « zouk » à l'instar de « bal » (ex : La Divinité, Baille Chabon, sur le 9e album paru en 1979), de la langue anglaise sur une création musicale native (Getting Out Of The Darkness, sur le 10e album paru en 1979), de la vision marketing autour de la musique, de l'appui musical (background) à l'un de ses membres pour un album solo (1975 et 1977), de la conception d'un « méga concert » en Martinique en 1980 pendant toute une nuit, de l'enregistrement d'album ailleurs qu'aux Antilles (Studios Barclay en 1982), de l'appel à des soufflants « étrangers » (dominicains), des répétitions du groupe par sections détachées, du « jeu-relai » de solos interprétés comme une sorte de dialogue entre guitare et clavier, également entre soufflants (trompettes / saxophone)...  
Le style de musique « Perfecta », principalement performé par le pianiste, maestro et arrangeur Daniel Marie-Alphonsine, a ainsi influencé notablement et durablement le paysage musical de la Martinique (Il le fallait sur l'album n°10), ainsi que des générations d'antillais.[réf. nécessaire] La Perfecta "nouvelle formule" a par exemple joué à quasi guichet fermé entre 2005 et 2010 au Bataclan, à la Cigale et l'Olympia devant un public éclectique mêlant plusieurs générations. Les compositions, que chacun fredonnait et connaissait, avec cœur, sur le bout des doigts, se basaient sur l'actualité sociale, la réalité économique, les comportements humains sujets à l'amusement, les difficultés du monde musical entre orchestres et en différence de considération à l'étranger, l'amour... (ex : Pas Tchouei sur le 7e album, A Youskous Pa Fè Fou, sur le 8e album, parus en 1978, Il le Fallait sur le 10e album).
L'envergure de ce groupe qualifié de mythique par la presse , et le public, véritable « phénomène musical », était comparable à celles que représentaient à la même période Les Grammacks pour la Dominique, Les Aiglons pour la Guadeloupe, ou Tabou Combo pour Haïti.[réf. nécessaire]
La Perfecta s'est produite dans plusieurs lieux dansants en vogue de l'époque, l'Escale, le Terpsichora, le Miramar, le Tamanoir (qui a donné son nom à Merengue Tamanoir, titre de Simon Jurad sur le 1er, repris sur le 5e album)...  avant de se produire régulièrement à La Grange et ainsi créer sa propre salle, sous l'impulsion de Michel (Godzom) Gros-Désormeaux, le « Club Perfecta » en 1977, dont le 6e album tire son nom.
La période allant de 1978 à 1980, voire 1982, de grande créativité pour les orchestres martiniquais, (La Selecta, Les Léopards, La Protesta, Les Bookelos, Les Vikings... et sur un autre registre (biguine-jazz), Malavoi, Fal Frett...) a été le théâtre de petites joutes musicales bien appréciées du public, notamment avec « Opération 78 », créé par Simon Jurad, l'ex-guitariste de la formation, à son départ du groupe en 1978. 
À l'âge de la maturité, La Perfecta a connu une période de turbulences et des dissensions sont apparues entre membres. Des départs successifs entameront la stabilité de l'orchestre qui entre en sommeil en 1982.  
Par humeur de nostalgie pour cette coloration musicale, des orchestres ou initiatives individuelles ont tenté de faire perdurer le « son Perfecta » pendant la période de latence. On pourrait citer pêle-mêle : les deux premiers albums du J.M. Harmony d'Emmanuel Granier et Joël Zabulon dès 1982, qui reprendront plus tard le management de La Perfecta, l'album "Cadence Perfect" de Marius Priam en 2007, l'album "Perfect 3" de Jim Mansfield en 2008, ... Il est à noter l'hommage à Daniel Marie-Alphonsine dans le cadre de son labeur et ses productions musicales sous la bannière Perfecta, rendu par son fils Paco Man'Alma, également pianiste, en 2010 avec l'album "Manmail'la ka sonjé Daniel".
Après des années de silence, et quelques soubresauts en 1984, 1990 et 1998, l'orchestre est reparti en 2002 avec sa vieille garde du socle 1970-1978 assorti d'un apport de jeunes musiciens aficionados (soufflants, chanteur, percussionniste) qui se sont vite adaptés au style du groupe.  
En 2010, La Perfecta fête ses 40 ans de scène à l'Atrium, à Fort-de-France, sur la base d'un dernier opus, double album, comprenant des nouveautés tel que "Zanfan kréyol" et reprenant les meilleurs morceaux qui ont forgé cette légende.[non neutre]
Leur chanson La Divinité (1979) fait office de génériques de début et de fin du long métrage de Lucien Jean-Baptiste La Première Étoile sorti sur les grands écrans en 2009. 
2015 marque l'arrivée de Claude Cesaire aux claviers ainsi qu'à la direction musicale en remplacement de Ronald Tulle. La Perfecta sortira un album intitulé 45 ans d'harmonie avec notamment les titres « La vi nou » et « Zanfan la vi ». 
À la fin de 2015, La Perfecta connaît une nouvelle période de turbulences entraînant les départs de Paulo Albin remplacé par Thierry Saint-Honoré, ainsi que des musiciens Tintin Laplume (batterie) et Vico Charlemagne (basse), remplacés par les jeunes frères Zebina (Axel à la batterie et Yoan à la basse). Le groupe fêtera notamment ses 45 ans d'existence sur la savane de la ville de Fort-de-France le 29 décembre 2015 dans le cadre des "Boucans de la baie" devant plus de 30 000 personnes.

## Composition
Plus d'une centaine de musiciens sont passés par la Perfecta.

### Membres actuels (MàJ 2021)
- Marius Priam: Chant /percussions

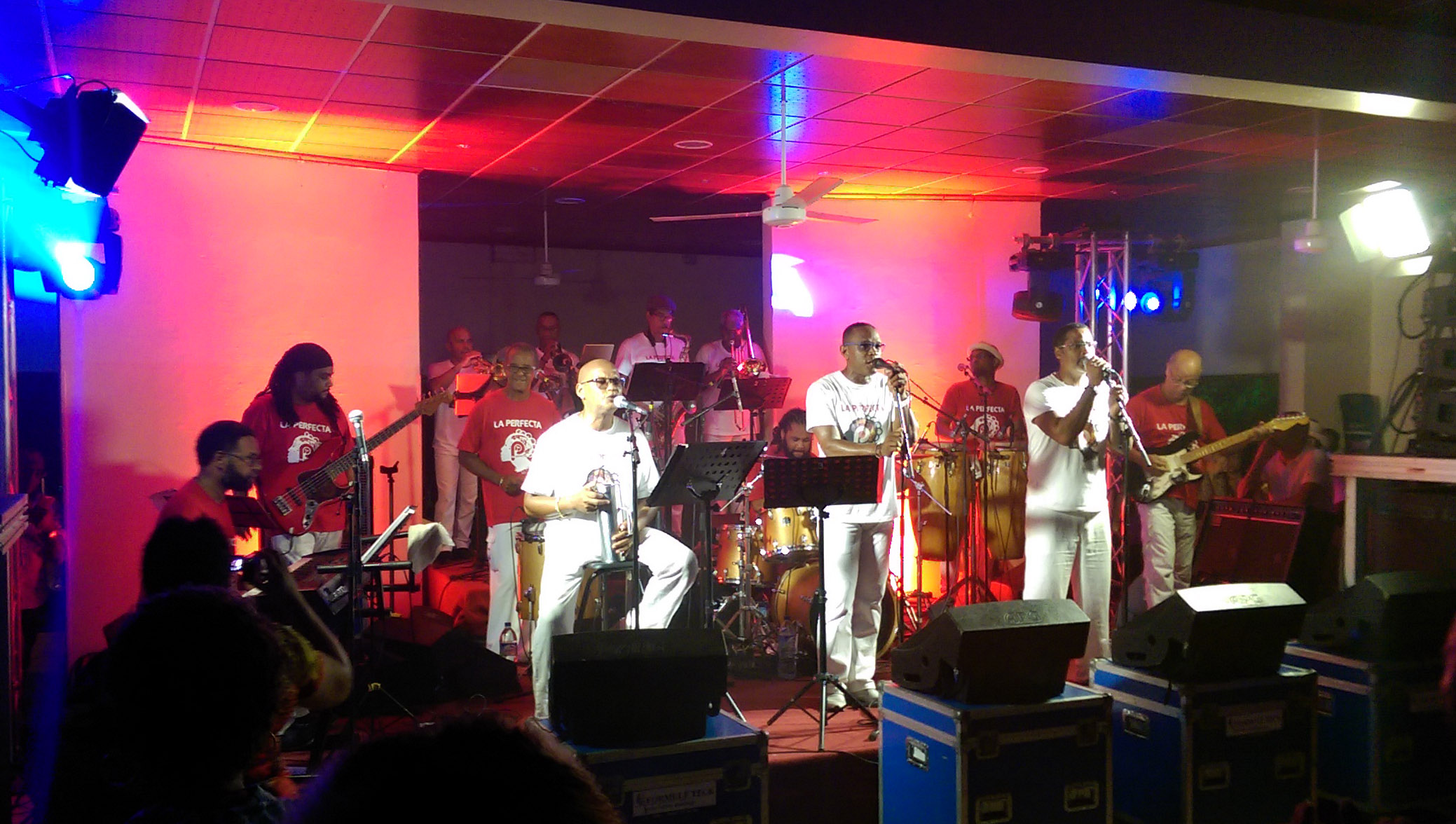
La Perfecta à l'Appaloosa, Le François, Martinique, le 26 août 2016

- Jean-François Mongis : Clavier/Directeur musical
- Bruno Ledoux : Guitare
- Youri Hérelle: Sax baryton
- Joël Bonté : Trombone
- Joël Fortict : Trompette
- Jean-François Gau : Trompette
- Emmanuel Eugène : Batterie
- Sico Joseph-rose : Basse
- Christian Eugénia : Congas
- Ronald Ferdinand : Percussions

### Anciens membres

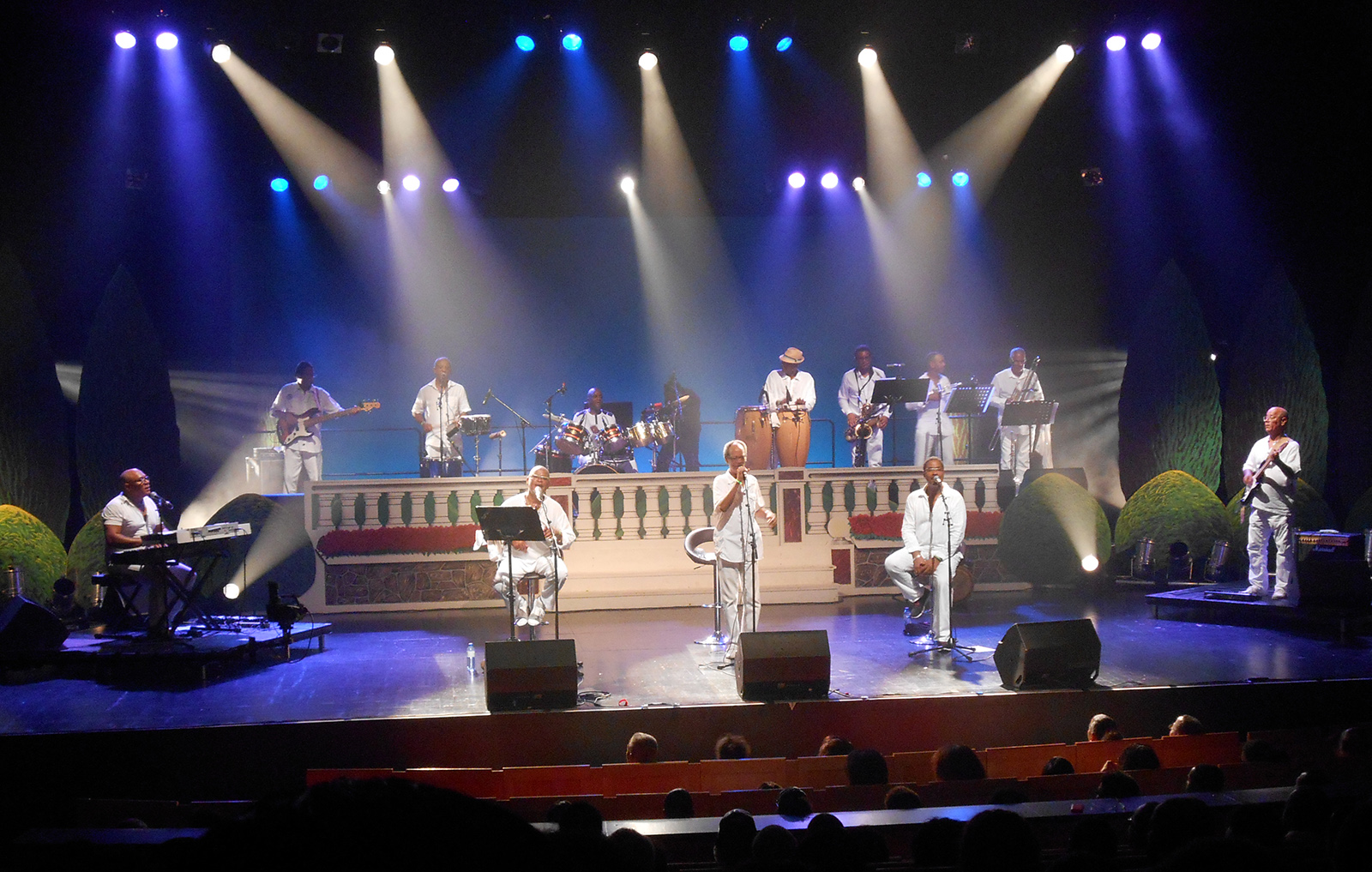
La Perfecta à l'Atrium, Fort-de-France, Martinique, le 29 octobre 2014

- Paulo Abin : Chant (décédé le 19 novembre 2024[4])
- Daniel Marie-Alphonsine : piano, orgue, synthétiseur, chef d'orchestre de 1978 à 1982
- Jim Mansfield : piano, claviers
- Alex Cayol : orgue, piano
- José Privat : piano, claviers
- Joël Zabulon : piano, claviers, chef d'orchestre de 2002 à 2006
- Claude Cesaire : piano, claviers, chef d'orchestre de 2015 à 2017
- Michel Gros-Desormeaux : saxophone, clarinette
- Charles Gassette : saxophone
- Joël Beauzile : trompette
- Jérémi Rano : trompette
- Luis Velez : trompette
- Marcos Lopez : trompette
- Cédric Chevignac : trompette
- Philippe Julier : trompette
- Alain Beauroy Eustache : trompette
- Olivier Réaud : trompette
- Paul Petit-Frère : trombone / Membre fondateur
- Dani Tirado : trombone
- Zinaida Edouard : saxophone
- Daniel Geneviève: trompette
- Pierre Williet: Trompette
- Guslain "Ti-Gus" Nodin : trompette
- Claude Sainte-Rose Rosemond : trombone
- Simon Jurad : guitare, auteur de 2 albums solos avec La Perfecta en background, puis leader du groupe Opération 78 après son départ
- Vico Charlemagne-Brival : basse
- Alfred Antoine : basse
- Gérard Rosine : percussion
- Pulval Dady : congas
- Miki Télèphe : congas
- Romain Pallude : batterie
- Alex Betis : batterie
- Axel Zebina : batterie
- Miguel René-Corail : batterie
- Wilfried Bédacier : batterie
- Georges Palin : timbale, drums
- Florentin "Tintin" Laplume : congas et batterie
- Alex Gourpil : batterie
- Alex Bilon : chant
- Jean-Paul Pognon : chant
- vMarcel Ravenet : chant
- Jean-Louis Morville : chant
- Betty Marolany : chant
- Tony Chasseur : chant
- Thierry Saint-Honoré: chant
- Marcel Chantelly : Saxophone
- Julien Constance[5] († 2016) : chant

## Discographie

### Albums vinyles
Époque Daniel Ravaud
- 1970 : Vol. 01 - Clair de Lune à l'Escale
- 1973 : Vol. 02 - Tout' bagail (Roulé) [album sur lequel figure un titre composé par Simon Jurad et repris par Carlos Santana en 2006]
- 1974 : Vol. 03 - Succès (Perfecta 74)
- 1975 : Vol. 04 - Ayin
- 1976 : Vol. 05 - Perfecta 76-77
- 1977 : Vol. 06 - Club (Perfecta 77-78)

Époque Daniel Marie-Alphonsine
- 1978 : Vol. 07 - Vol Vacances (Tout Bagail Parer)
- 1978 : Vol. 08 - L'Inoubliable Perfecta (A Youskous Pa Fè Fou)
- 1979 : Vol. 09 - L'Inoubliable Perfecta (La Divinité)
- 1979 : Vol. 10 - Inoxydablement Votre (Il Le Fallait)
- 1980 : Vol. 11 - 1970-1980 - La Légende
- 1980 : Vol. 12 - Sèvi Ou Mori
- 1981 : Vol. 13 - An Nous Allé
- 1982 : Vol. 14 - Help Me Baby

Trêve et restructuration, puis
Époque Jean Tuernal
- 1984 : Vol. 15 - Super Hit
- 1985 : Vol. 16 - Top Niveau

Nouveau silence[pertinence contestée]
- 1989 : Vol. 17 (sous le nom de PERFECTAMANIA) - Mandé Yo - Leader : Daniel Ravaud

Période de réédition d'albums vinyles en CD

### Albums CD
- L'inoubliable Perfecta - HFD 3004-2 (1993) qui regroupe les volumes 7 et 8
- L'inoubliable Perfecta - HFD 3009-2 (1994) qui regroupe les volumes 9 et 10
- Pour toujours - CDD 1391-2 (1996) qui regroupe les volumes 12 et 13
- La Perfecta (Clair de lune à l'Escale) (1998)
- Help Me Baby (CDS 7300)
- La légende - CD 26-54-2 (2004)
- Makandia - BP 013 (2008)

Des initiatives individuelles reforment le groupe qui sort les albums suivants en numérique.
- 2002 : Vol. 18 - Retrouvailles...
- 2005 : Vol. 19 - À l'Atrium (enregistré lors d'un concert à l'Atrium à Fort-de-France) - Leader : Joël Zabulon

- 2009 : Vol. 20 - 1970-2009 - La Légende Pou La Vi - Leader : Ronald Tulle
- 2010 : Vol. 21 - 40 ans de Musique (double album CD) -Réalisation : Cédric Chevignac
- 2015 : Vol. 22 - 45 ans d'Harmonie